# マセラティ・シケイン
マセラティ・シケイン (Maserati Chicane) は2008年のジュネーブモーターショーで発表されたコンセプトカーである。
シケインはマセラティとヨーロッパ・デザイン学院(IED)が共同開発したモデルで、IEDの学生がデザインを行なった。 エンジンはグラントゥーリズモに搭載されている4.2L V型8気筒エンジンが搭載されている。

## 参照
1. ↑  https://www.supercars.net/blog/2008-maserati-chicane-concept-ied/